# Верхня Хортиця
Верхня Хортиця — історична місцевість у правобережному районі сучасного Запоріжжя, колишня німецька колонія. У 1969 році смт Верхня Хортиця приєднана до складу м. Запоріжжя. Межує з Осипенківським мікрорайоном і  знаходиться над річкою Верхня Хортиця, або Вища (Верхня) Хортиця, що впадає у річище у районі Вирви.

## Назва
Вища Хортиця — варіант української назви, схоже словотворення місцевим стилем, як сусідня Вищетарасівка, проте більш розповсюджена в місті назва — Верхня Хортиця.
Про походження назви Хортиця історики сперечаються й понині. Одні фахівці вважають, що у назві захований іранський географічний термін хор — невелика річка, висохле русло, а інші гадають, що назва походить від Бога сонцю Хорсу, якому поклонялися слов'яни. Існує також версія, що назва походить від слова орта, яке означає що «знаходиться посередині», а Хортиця якраз знаходиться посеред Дніпра.
А ось назви саме Верхньої та Нижньої Хортиці, мабуть, дали річки, за твердження істориків. Навпроти острова Хортиця є три правобережні річки: Верхня, Середня та Нижня. І в одній із записок від 1594 року вказано: «три річки, всі звуться Хортиця, і назву це вони передали обом островам».Якщо вірити цій версії, то селище Верхня Хортиця отримало назву на честь однойменної річки.

## Історія
Заснована як менонітська колонія у 1790 році за наказом Григорія Потьомкіна. На південь від менонітської колонії Хортиця вздовж річки Канцурівка існувала німецька колонія Розенталь, або Канцурівка, назва якої збереглася у назві залізничної станції.
Раніше було адміністративним центром Хортицької волості Катеринославського повіту.

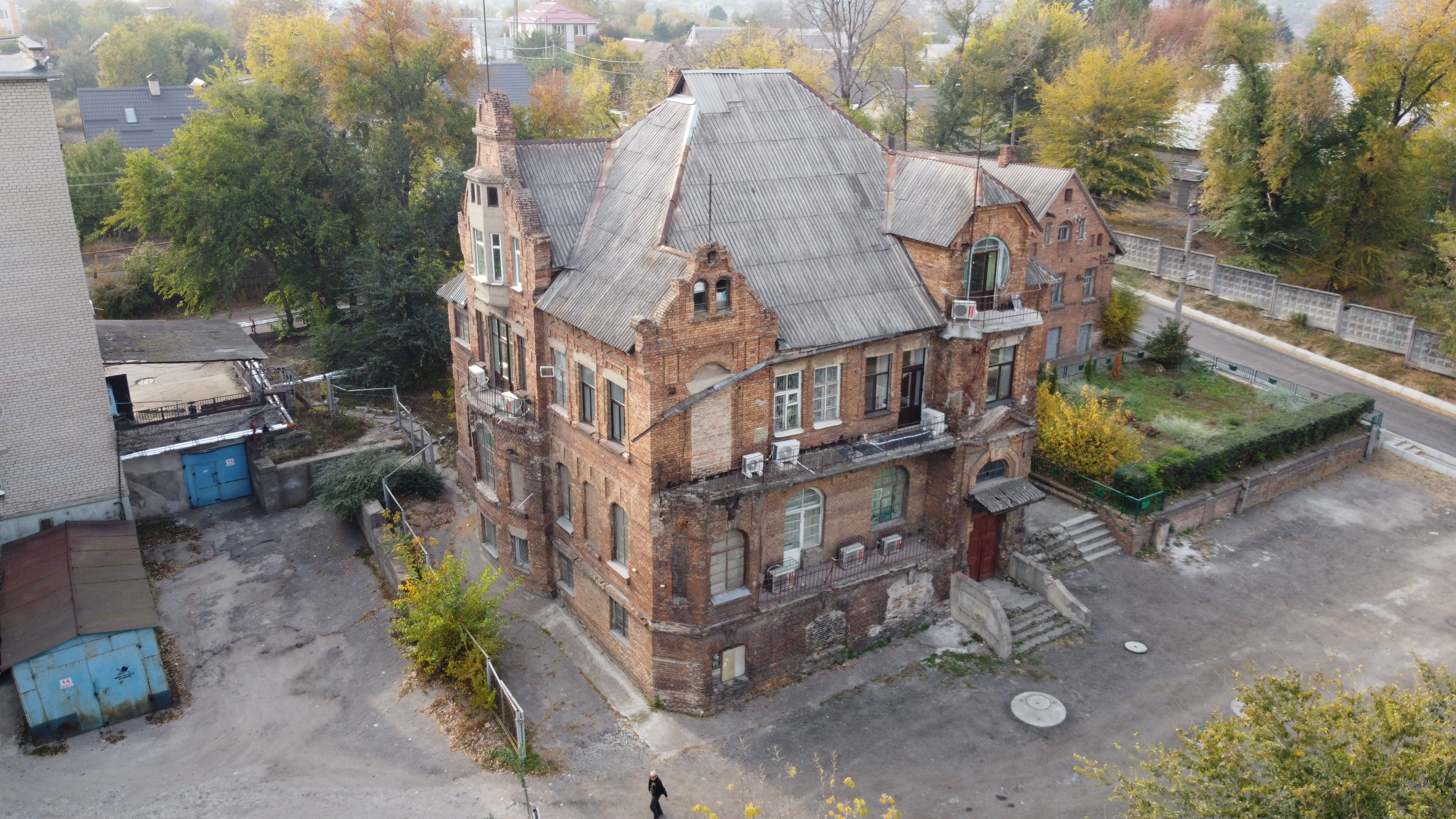
Садиба Катарини Вальмана (вул. Розенталь, 7)

Станом на 1886 рік у Верхній Хортиці налічувалось 977 мешканців, 102 домогосподарств, молитовний будинок, 2 школи, арештантське подвір'я, 9 лавок, 2 машинні фабрики, ливарний завод, машинний завод, фарбовий завод, колісний завод, пивоварний завод, цегляний завод, готель. За 3 версти — лісова пристань, за 15 верст — цегельний завод.
За переписом 1897 року кількість мешканців зросла до 2046 осіб (1053 чоловічої статі та 993 — жіночої), з яких 663 — православної віри, 1134 — протестантської.
На початку XX століття тут створена перша в Україні і у Російській імперії спілка захисників природи.
Незважаючи на свою назву, селище це розташоване зовсім не на острові Хортиця, а не правому березі річки Дніпро у однойменній річки. Саме Верхня Хортиця стала першим населеним пунктом німців-менонітів в Придніпровських степах, а потім впродовж півтора століття вважалося центром їх суспільного життя. Саме німецькі колонії адже були зовсім невеликими — по парі сотень людей, як тільки ця цифри збільшувалася, частина людей йшла і засновувала нове поселення де-небудь поблизу. А тому Верхня Хортиця з її майже тисячею чоловік населення виглядала практично мегаполісом. Тут були дві школи, дев'ять магазинів, сталеливарний завод, машинний завод, фарбувальна фабрика, колісний завод, гончарна майстерня, готель і навіть в'язниця. Тут же організували і педагогічний інститут, у якому готували вчителів для німецьких шкіл регіону. Більшість збережених до наших днів німецьких «пам'яток» розташовані досить скупчено, у центрі селища, яке, до речі, в 1970-х роках увійшло до складу Запоріжжя.

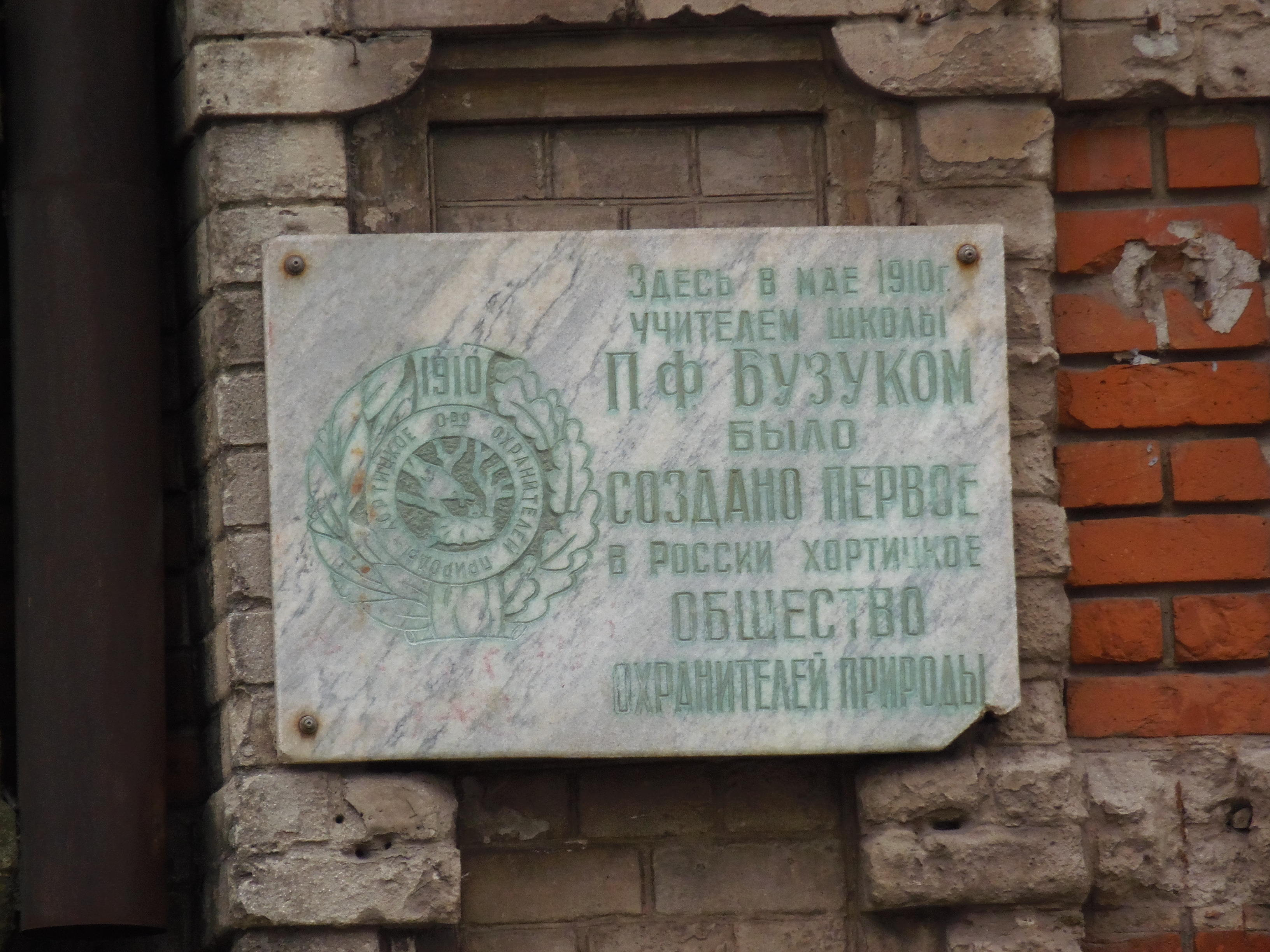
Меморіальна дошка Хортицького товариства охоронців природи на будівлі гімназії № 81

Під час німецько-радянської війни селище деякий час було центром Хортицького ґебіту.
Збереглися історичні будівлі: замок Вальмана, гімназія № 81 — колишній вчительський інститут менонітів, чоловіча гімназія та старовинний цвинтар.
У північній частині Верхньої Хортиці по вулиці Героїв 37-го батальйону розташований найдавніший у регіоні Запорозький 700-річний дуб.

## Уродженці
- Воїнов Михайло Львович (1904—1970) — лейтенант Червоної армії, учасник Другої світової війни, Герой Радянського Союзу
- Липський Микола Костянтинович — керівник оркестру та композитор, заслужений працівник культури.
- Надєждін Андрій Михайлович (1963—2022) — художник, мистецтвознавець, педагог.